# Punt de Balança

Equinocci vernal o primer punt d'Àries i el seu oposat, primer punt de Balança

El punt de Balança o punt de Lliura és un dels dos punts de l'esfera celeste on l'equador celeste talla l'eclíptica. És el punt diametralment oposat al punt d'Àries. Es defineix com el punt en què el Sol passa de l'hemisferi nord al sud, cosa que ocorre a l'equinocci de tardor (cap al 23 de setembre), i s'inicia la tardor en l'hemisferi nord.
En el sistema de coordenades equatorials, la seva ascensió recta és de 12 hores i la seva declinació és zero. A causa de la precessió dels equinoccis, aquest punt retrocedeix al llarg de l'eclíptica 50,25" a l'any. Ara el punt Libra no es troba en la constel·lació de Balança (Libra), sinó en la seva veïna Virgo.